# 熱血沸騰的青春
《熱血沸騰的青春》（韓語：피끓는 청춘）是於2014年1月22日上映的韓國電影。此電影以80年代初的忠清南道洪城郡為背景，因此演員們在電影裡都說著忠清道方言。這是一部包含青春、幽默、浪漫的爱情電影，由李鍾碩、金英光、朴寶英及李世榮主演，描述青年們充滿歡笑和感動的成長經歷，展現出八十年代流行的風格，就像中分的髮型或喇叭褲頭的校服。

## 演員陣容
| 演員   | 角色   | 介紹 |
| 李鍾碩 | 姜仲吉 | 洪城農高的校草，風流倜儻，將把妹視為一種狩獵行動，最後讓很多女孩子傷心。跟英淑是青梅竹馬。                                                         |
| 金英光 | 曹光植 | 工高的老大，單戀英淑而自願跟英淑結盟，經常宣稱自己是英淑男朋友。認為自己的妹妹是被仲吉騙了過度傷心而離家出走，常常找仲吉麻煩，卻因此跟英淑撕破臉。 |
| 朴寶英 | 鄭英淑 | 洪城農高的大姐頭。從小就喜歡仲吉，但長大後仲吉卻害怕接近自己，於是只好主動接近他。                                                                 |
| 李世榮 | 崔素熙 | 為了療養肺病從首爾轉來的清純富家女，轉學第一天立刻迷倒許多男生，包括仲吉。實際上有著不為人知的秘密，卻被英淑發現。                                 |
| 全秀珍 | 妍花   | 初為英淑手下，後代替英淑當學校大姐。 |
| 朴正民 | 黃圭   | 仲吉的好友。 |
| 權海驍 | 姜大潘 | 仲吉的爸爸。 |
| 羅美蘭 | 金蘭英 | 洪城農高的老師。 |
| 金希沅 | 李鍾八 | 洪城農高的老師。 |

## 外部連結
- NAVER電影 （页面存档备份，存于）
- 互联网电影数据库（IMDb）上《熱血沸騰的青春》的资料（英文）
- 韩国电影数据库（KMDb）上《熱血沸騰的青春》的資料
- 《熱血沸騰的青春》在HanCinema的页面（英文）